# Paul von Hindenburg
Paul Ludwig Hans Anton von Hindenburg und Beneckendorff, nemški maršal, plemič in politik, * 2. oktober, 1847, Posen, Nemško cesarstvo (sedaj Poljska), † 2. avgust, 1934 posestvo Neudeck, Prusija, Tretji rajh (sedaj Ogrodzieniec, Varminsko-mazursko vojvodstvo, Poljska).

## Življenje
Hindenburg se je rodil v Poznanju na Pojskem. Sprva je obiskoval gimnazijo v Glogau nato pa vojaško šolo v Wahlstattu in Berlinu. Že leta 1866 je sodeloval v bojih na Češkem, tako tudi kot poročnik drugega razreda 3. gardnega regimenta v bitki pri Hradcu Kralovem (Königsgrätz), ki je za Hindenburga pomenila vrhunec lastnega neposrednega udejstovanja na bojišču kakor tudi eno največjih uspehov pruskega vojaštva.
Francosko-nemško vojno (1870-1871|71) je spremljal kot polkovni adjutant in nadaljeval kariero v generalštabu. Leta 1873-76 je obiskoval vojaško akademijo in jo opravil z odliko. 1878 je bil premeščen v II. Armadno območje v Stettin, leta 1881 je postal častnik generalštaba 1. divizije v Königsbergu, 1884-85 leta je postal poveljnik čete 58. pehotnega polka v Fraustadtu. Kasneje je predaval na vojni akademiji. Leta 1889 se je zaposlil v obrambnem ministrstvu in 1893 v poveljništvu 91. pehotnega polka v Oldenburgu. Tri leta kasneje je postal poveljnik štaba VIII. Armadnega zbora v Koblenzu, leta 1900 pa je prevzel mesto poveljnika 28. divizije v mestu Karlsruhe, 1903 pa postal poveljujoči general IV. armadnega območja v Magdeburgu. Od tega mesta se je pri svojem 64 letu poslovil leta 1911. Tako se je skozi življenje izkazal kot dober vojaški vodja v praksi in teoriji, kar je močno vplivalo na njegovo preostalo življenje. Ves ta čas je veljal kot odkrit, konzervativen, cesarju prevdan, a drugače politično nezainteresiran.

## 1. svetovna vojna
Ob začetku vojne se Hindenburg ni udejstvoval, kar se je spremenilo 21. avgusta 1914, ko je Ludendorff prav njega postavil za poveljnika štaba 8. armade v vzhodni Prusiji, da bi obvladoval nevarno situacijo, ki je pretila z napadom Rusije. Ta odločitev se je kmalu izkazala kot zelo pozitivna. Dobro sodelovanje med Hindenburgom in Ludendorffom je še izboljšalo že tako dobre rezultate, kljub temu, da se govori o vplivu Ludendorffa, na vojaške kot na tudi politične odločitve Hindenburga. Prav ta kombinacija odločnosti in zvitosti, ki sta značilne tako za enega kot drugega, je rodila neverjetne rezultate, prav tako pa sta oba generala spadala v »von Schliffenovo šolo«, kar ju je le še bolj zbliževalo.
Prvi in zelo pomemben plod tega sodelovanja je bila bitka pri Tannenbergu. Hindenburg je s to zmago postal rešitelj vzhodne Prusije in priljubljen simbol nemške volje in želje po zmagi. Hindenburgov mit je trajal skozi vso vojno in tudi po njen, še posebej v domoljubnih vrstah številnih razočaranih Nemcev.
Septembra 1914 je Hindenburg prevzel vrhovno poveljstvo nad 9. armado. Novembra je postal poveljnik celotne vzhodne fronte. Kljub svoji priljubljenosti je zaman skušal vplivati na cesarja Viljema II. in poveljnika vojske von Falkenhayna, da bi okrepil vzhodno fronto do mere, ki bi omogočala hitri vojni razplet na vzhodu v korist centralnih sil. Ta konflikt med vzhodnim poveljstvom in poveljstvom nemške vojske je trajal vse tja do verdunske ofenzive ter vstopa Romunije v vojno, ko so na Falkenhaynovo mesto postavili prav Hindenburga, kot njegovo desno roko pa Ludendorffa. Novo poveljstvo se je kmalu spopadlo tudi z drugačnimi problemi, kot so bili politični spori in vse večja gospodarska kriza. In tudi sedaj je bila večina važnih odločitev sprejetih s strani Hindenburga plod sodelovanja z Ludendorffom, npr. »poljsko vprašanje«, neomejena podmorniška vojna.

## Povojni časi
Konec vojne je Hindenburg trpel pod vse večjimi pritiski. Konec oktobra 1918 je prišlo do odtujitve obeh generalov, Ludendorff je bil odpuščen, medtem je Hindenburg zaradi pritiskov cesarja ostal na svojem mestu, kar ga je pripeljalo v nepričakovan in zanj težak položaj, saj se je znašel v vlogi uresničevalca 3. Wilsonove note, ki je predvidevala ukinitev monarhije. Tako je Hindenburg, sam zagovornik stare ureditve, 9. novembra 1918 proti lastni volji Viljemu II. svetoval naj se umakne na Nizozemsko. Ta poteza je drugače odločnega generala zasledovala skozi vso preostalo življenje.

## Politični akti, prihod nacizma in smrt
Hindenburg je sodeloval pri vzpostavitvi provizorne demokratične vlade, nakar se je stanujoč v Hannovru upokojil. Aprila 1925 je kandidiral ob podpori desno usmerjenih strank za predsednika države, a sam se ni videl kot strankarski kandidat. Na volitvah je dobil relativno večino in s tem prišel na sam vrh nemške države. Ob vladni krizi leta 1926 in 1927 je razmišljal o vzpostavitvi posebne tehnične vlade, ki ne bi bila strankarsko obremenjena. Ta zamisel je spet zaživela v kriznem obdobju leta 1929, ko se je poleg gospodarske krize pojavila še parlamentarna kriza.
Po letu 1933 je prihajalo do nasprotij med predsednikom Hindenburgom in novo izvoljenim predsednikom vlade Hitlerjem, npr. pri postavitvi poveljnika vojske von Fritscha. V zadnjih mesecih Hindenburgovega življenja je postajal vse bolj izoliran, delno zaradi Hitlerjevih naprezanj, da bi prevzel totalno oblast, delno pa zaradi velike starosti. Hindenburg je umrl 2. avgusta 1934 na posestvu Neudeck. Ob Hindenburgovi smrti je prenehala tudi funkcija predsednika (Reichpräsident), saj so se vse pristojnosti združile v funkciji vodje (Führerja).